# UFC 182
UFC 182: Jones vs. Cormier var en MMA-gala som arrangerades av Ultimate Fighting Championship och ägde rum 3 januari 2015 i Las Vegas i USA. 

## Resultat
1. ↑  Titelmatch i lätt tungvikt.
2. ↑  Ursprungligen en vinst för Lombard via enhälligt domslut (30–27, 30–27, 29–28). Resultatet ogiltigförklarades efter att Lombard fastnat i en dopingkontroll.[2]
3. ↑  Catchweight 138 lbs.[3]